# 1996 (szám)
Az 1996 (római számmal: MCMXCVI) az 1995 és 1997 között található természetes szám.

## A matematikában
A tízes számrendszerbeli 1996-os a kettes számrendszerben 11111001100, a nyolcas számrendszerben 3714, a tizenhatos számrendszerben 7CC alakban írható fel.
Az 1996 páros szám, összetett szám. Kanonikus alakja 22 · 4991, normálalakban az 1,996 · 103 szorzattal írható fel. Hat osztója van a természetes számok halmazán, ezek növekvő sorrendben: 1, 2, 4, 499, 998 és 1996.
4 szám valódiosztóösszeg-függvényeként áll elő, ezek a 2096, 2204, 2264 és 3986.